# Трав'янчик квінслендський
Трав'янчик квінслендський (Amytornis ballarae) — вид горобцеподібних птахів з родини малюрових (Maluridae).

## Поширення
Ендемік Австралії. Поширений в горах Селвін на північному заході Квінсленда. Мешкає у саванах із заростями трави Triodia.